# Phyllolabis edwardsi
Phyllolabis edwardsi är en tvåvingeart som beskrevs av Alexander 1961. Phyllolabis edwardsi ingår i släktet Phyllolabis och familjen småharkrankar. Inga underarter finns listade i Catalogue of Life.